# Giovanni Spagnolli
Giovanni Spagnolli (Rovereto, 26 ottobre 1907 – Rovereto, 5 ottobre 1984) è stato un politico italiano, presidente del Senato dal 1973 al 1976.

## Biografia
Nacque il 26 ottobre del 1907 a Rovereto, città, al tempo, del Tirolo austro-ungarico. Iniziò gli studi liceali presso l'Imperial Regio Ginnasio di Rovereto. Profugo con la famiglia (originaria di Isera) a Dornbirn, nel Vorarlberg durante la Grande Guerra, tornò nella sua città dopo il 1918, per completarvi gli studi fino al termine del Liceo.
A 19 anni, per l'università scelse Milano, convinto che questo "salto dalla provincia" potesse giovare al suo futuro: conseguì due lauree, e Agostino Gemelli lo trattenne come Vicesegretario Amministrativo dell'Università Cattolica del Sacro Cuore.

### Impegno politico
La ditta Feltrinelli legnami, con molti contatti in Trentino, lo chiamò a sua volta come amministratore. Negli anni della Resistenza si occupò in Brianza e a Milano di scuotere le coscienze ed organizzare le file del nuovo partito della Democrazia Cristiana, di cui diventò Segretario milanese. Collaborò da Roma alla ricostruzione dell'Italia attraverso i piani dell'UNRRA-CAASAS per dare nuove case a milioni di senza tetto.
Dal 1953 per 23 anni fu parlamentare nel Collegio di Rovereto. Fu sottosegretario al commercio con l'estero dal luglio 1958 al marzo 1960; ministro della marina mercantile dal dicembre 1963 al febbraio 1966 e dal giugno al dicembre 1968. Dal febbraio 1966 al giugno 1968 fu ministro delle poste e delle comunicazioni.
Dal 1973 al 1976 ricopre la carica di presidente del Senato (il primo Alpino in quella posizione). Lasciò la vita politica nel 1976 per occuparsi ancora con entusiasmo del CAI, di cui fu presidente dal 1971 al 1980, e dei problemi del volontariato internazionale.
Morì colpito da ictus nel 1984.

## Incarichi governativi
- Sottosegretario del commercio con l'estero del Governo Fanfani II dal 1º luglio 1958 al 15 febbraio 1959
- Sottosegretario del Commercio con l'Estero del Governo Segni II dal 15 febbraio 1959 al 23 marzo 1960
- Ministro della marina mercantile del Governo Moro I dal 4 dicembre 1963 al 22 luglio 1964
- Ministro della marina mercantile del Governo Moro II dal 22 luglio 1964 al 23 febbraio 1966
- Ministro delle poste e delle telecomunicazioni del Governo Moro III dal 23 febbraio 1966 al 4 giugno 1968
- Ministro della marina mercantile del Governo Leone II dal 24 giugno 1968 al 12 dicembre 1968